# Sauvenière (plaats)
Sauvenière is een plaats en deelgemeente van de Belgische gemeente Gembloers. Sauvenière ligt in de provincie Namen en was tot 1 januari 1965 een zelfstandige gemeente.

## Bezienswaardigheden
- De Sint-Fideskerk (Église Sainte-Foy) heeft een romaanse toren uit de 11e eeuw terwijl het schip in de eerste helft van de 19e eeuw sterk gewijzigd werd in neoclassicistische trant.
- De Moulin Michaux is het restant van een ronde stenen grondzeiler die gebouwd werd in 1802.

## Natuur en landschap
Souvenière ligt aan de Orneau. Ten zuidwesten van de kom ligt het bedrijventerrein van Gembloux.

## Demografische ontwikkeling
- Bronnen:NIS, Opm:1831 tot en met 1961=volkstellingen

## Nabijgelegen kernen
Grand-Leez, Lonzée,Gembloux, Walhain
Deelgemeenten: Beuzet · Bossière · Bothey · Corroy-le-Château · Ernage · Gembloers · Grand-Leez · Grand-Manil · Isnes · Lonzée · Mazy · Sauvenière

Overige plaatsen: Baudecet · Ferooz · Golzinne · Liroux · Petit-Leez · Vichenet

Belgische gemeenten · arrondissement Namen · provincie Namen · Wallonië